# میچیا میهاشی
میچیا میهاشی (به ژاپنی: 三橋美智也) ‏(۱۰ نوامبر ۱۹۳۰ - ۸ ژانویه ۱۹۹۶)‏ یک خواننده مشهور سبک انکا در دوره پس از جنگ جهانی دوم در ژاپن بود. او به همراه هاچیرو کاسوگا و هیدئو موراتا، از برجسته‌ترین خوانندگانی بود که در پی افکندن سبک انکا نقش مهمی ایفا کرد. میهاشی از جمله خوانندگانی بود که در عصر خود رهبری انکا را به‌عهده داشتند. او بیشتر به‌خاطر صدای آوازی زیر و کش‌دارش شناخته شده‌بود.
میهاشی در حدود ۲٬۵۰۰ آهنگ ضبط کرد. طی سال ۱۹۸۳، او بیش از ۱۰۰ میلیون نسخه از آثارش را فروخت. تاکاشی هوسوکاوا خواننده معروف، از شاگردان او بود.

## زندگی‌نامه
او با نام میچیا کیتازاوا (به ژاپنی: 北沢 美智也) در سال ۱۹۳۰ در کامیسو هوکایدو زاده شد. میهاشی خوانندگی را با موسیقی فولکلور از سن ۱۱ سالگی در زادگاه خود آغاز کرد. او در سال ۱۹۴۵ نخستین آهنگ خود را با نام «ساکه نو نیگاسایو» را ضبط کرد و از سال ۱۹۵۵ با آهنگ «اونا سندو اوتا» مطرح شد. او سرانجام در ژانویه ۱۹۹۶ در بیمارستانی در اوزاکا درگذشت.

## آثار
- اونا سندو اوتا (おんな船頭唄, ۱۹۵۵)
- آه شینسنگومی (あゝ新撰組, ۱۹۵۵)
- رینگو مورا کارا (リンゴ村から, ۱۹۵۶)
- آیشو رسشا (哀愁列車, ۱۹۵۶)
- کوجو (古城, ۱۹۵۹)
- تاکدا بوشی (武田節, ۱۹۶۱)